# Свято-Троїцький храм (Гориньград Перший)
Свято-Троїцький храм — чинна церква УПЦ МП у с. Гориньград Перший Рівненського району Рівненській області. Збудована у період з 1812 по 1816 рр. на кошти князя Гаврила Олександровича Святополк-Четвертинського. Храм капітальне реконструйований і відреставрований на кошти Василя і Віталія Грицаків у 2009–2016 р. Належить до Рівненської та Острозької єпархії УПЦ Московського патріархату (Онуфрій).

## Історія

### Перша церква

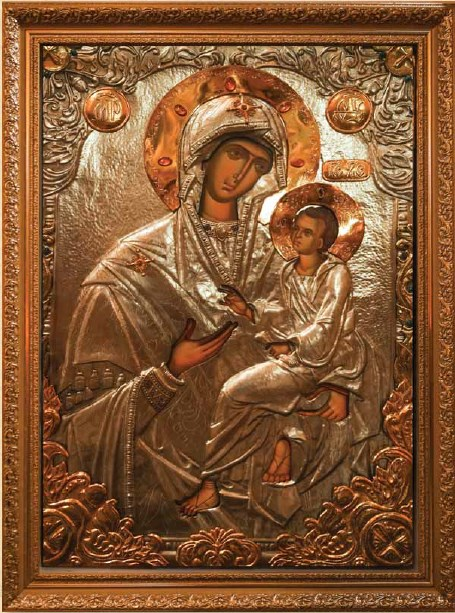
Чудотворна Ікона Божої Матері «Скоропослушниця» з Святої Гори Афон. Подарована храму в 2015 р. ктиторами Василем і Віталієм Грицаками

Відповідно до відомостей церков міста Рівне та Рівненської повіту від 1798 року (Ф. Г. 639. — Оп. 2. — Від. № 1, Рівненського державного архіву) в 1789 р в містечку Гориньград була своя дерев'яна Троїцька церква.
У результаті другого і третього розділів Речі Посполитої (в 1793 і 1795 рр.) Гориньград стало частиною Російської імперії, увійшовши до складу Рівненського повіту Волинської губернії.
Саме в цей час в містечку на кошти князя Гаврила Святополк-Четвертинського і прихожан був побудований православний Свято-Троїцький Храм. Після благословення Єпископа Волинського і Житомирського Даниїла (23 березня 1811 г.), кам'яну церкву будували з 1812 по 1816 рр. З 1815 року в Гориньграді зберігаються копії метричної книги і сповідні відомості.

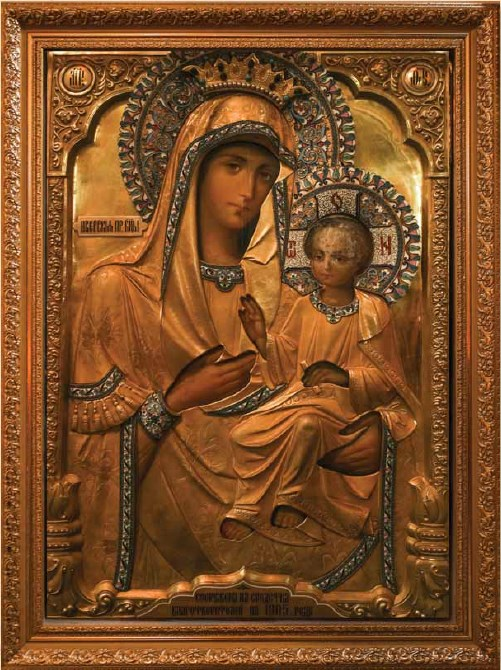
Чудотворна Іверська ікона Божої Матері зі Святої Гори Афон. Подарована Свято-Троїцькому храму в 1905 р В'ячеславом Селецьким, колишнім канцелярським служителем Державного банку Російської імперії

Першим настоятелем був отець Василь Семенович Шушковський, якому в 1816 виповнилося 49 років, дяком — Михайло Зданевич (42 роки). Після смерті о. Василя Шушковського, настоятелем Храму призначений зять В. С. Шушковського Іван Іванович Опатович. Церква мала значні земельні володіння. Про це свідчить опис церковного майна від 1835 р.: з десятини на городу, 45 дес. 1,30 саж. — орні землі, 6 дес. 846 саж. — Сінокіс при р. Горинь, 1 дес. 1,266 саж. — на пасіку і інші землі (2 дес., 1953 саж.). Служителі храму отримували наступну зарплату: священик — 300 руб., Дяк — 50 руб., Паламар — 38 руб., проскурниця — 16 руб.
У Відомостях церков міста Рівне та повіту від 1891 року (Ф. Г. 639. — Оп. 2. — Від. № 58, Рівненського державного архіву) наводяться дані про церковно-приходську школу в Гориньграді, яку відкрили 12 лютого 1885 р.
У 1905 р. рідний брат майбутнього настоятеля храму Сергія Селецького В'ячеслав, який тоді обіймав посаду канцелярського служителя Державного банку Російської імперії, подарував храму — Іверську ікону Божої Матері, яка була написана і освячена на Святій Горі Афон в 1902 р., а її риза була створена на пожертви благодійників в 1905 р. Ця ікона є однією з головних святинь сучасного Храму в с. Гориньград Перший.
Під час громадянської війни в Росії через село проходили частини німців і більшовиків. У будинку священика С. Г. Селецького зупинялися керівники Першої кінної армії С. Будьонний і К. Ворошилов — про що свідчать записи в книзі. Книгу передано пізніше в Волинський краєзнавчий музей (м. Луцьк).
У польський період історії настоятелем був отець Сергій Селецький, псаломщиком — Ігнатій Горюн, а з 1924 р. церковним старостою — Федір Шевчук. У володінні церкви було 36 га землі, в тому числі: 3 га — під садибою, 27 га — рілля, 6 га — сінокоси. Середньорічний дохід храму становив 1100 злотих. Протягом 1925 і 1928 рр. — 19,25 га церковних земель захопила Польща.
У період нацистської окупації богослужіння в Свято-Троїцькому храмі не припинялися. У цей час настоятелем храму був призначений протоієрей Микола Тучемский, а вікарієм — священик Леонтій Матвійчук. Богослужіння велося українською мовою. Псаломщиком працював Микола Матвійчук, який пізніше був засуджений більшовиками. Пізніше М. Тучемский став ректором Волинської духовної семінарії (1945—1959). Він увійшов в історію УПЦ МП як один з найвидатніших представників духовенства.
На початку 50-х рр. під керівництвом о. Леонтія Матвійчука почалося перекриття купола храму, однак справи він так і не встиг завершити — 5 листопада 1952 р. священик помер. 12 листопада того ж року настоятелем був призначений Петро Метельський.
З 1969 по 1971 рр. проведено ремонт храму. У 1968 р проведено електрику, а 1971 р. територію навколо церкви була огороджено металевою сіткою. У 1975 р. було відновлено Плащаницю Божої Матері і виконано ряд інших ремонтних реставраційних робіт.
15 липня 1983 після смерті протоієрея Петра Метельського, настоятелем Свято-Троїцького храму, архієпископом Волинським і Рівненським Даміаном призначений Олексій Григорович Дячук. Більше 30 років о. А.Дячук — настоятель Свято-Троїцького храму, а його дружина Марія виконує функції дяка. За ці роки під керівництвом батька Олексія зроблено чимало: газифіковано будинок церкви, виконано зовнішній і внутрішній ремонт храму, змінено огорожу навколо церкви, впорядковано сільські кладовища, відновлені і придбані церковний інвентар, реконструйовано колону Божої Матері.

### Сучасна церква
Ідея повної реконструкції Свято-Троїцької церкви та реставрації ікон, іконостасу, художнього розпису на стінах храму належить Миколі Івановичу Грицаку, який в 2001 р. обговорював її з настоятелем храму отцем Олексієм. У той час протікала покрівля, погано працювало опалення, піддавалися руйнуванню ікони через перепади температури, особливо взимку. Дзвіниця, яка фактично не зазнала капітального ремонту, з моменту відкриття храму, майже зруйнувалася і була в аварійному стані.
11 червня 2001 р. Грицак М. І. пішов з життя. На річницю пам'яті Миколи Івановича в 2002 р. відбулася зустріч батька Олексія з братами Грицаками, де було вирішено почати підготовчий етап для реконструкції та реставрації храму. В кінці 2008 року був розроблений проект реконструкції і реставрації, який був узгоджений з Рівненською єпархією і Митрополитом Варфоломієм. Весь комплекс робіт по реконструкції та реставрації храму, очолив відомий будівельник Рівненщини Ігор Давидчук.
Будівельно-монтажні роботи почалися в березні 2009 р. Безпосередньо проведенням робіт займався виконроб Шарапа Богдан Денисович. Перш за все було виконано посилення фундаментних конструкцій шляхом локального бетонування, замінені віконні блоки. Після цього був зведений суцільну систему внутрішніх лісів, після чого почалися ремонтні роботи даху. Були повністю змінені всі дерев'яні конструкції і влаштований комплекс тепло-, волого-і пара ізолюючих заходів, а також встановлено зовнішнє покриття листами з гальванічною позолотою.

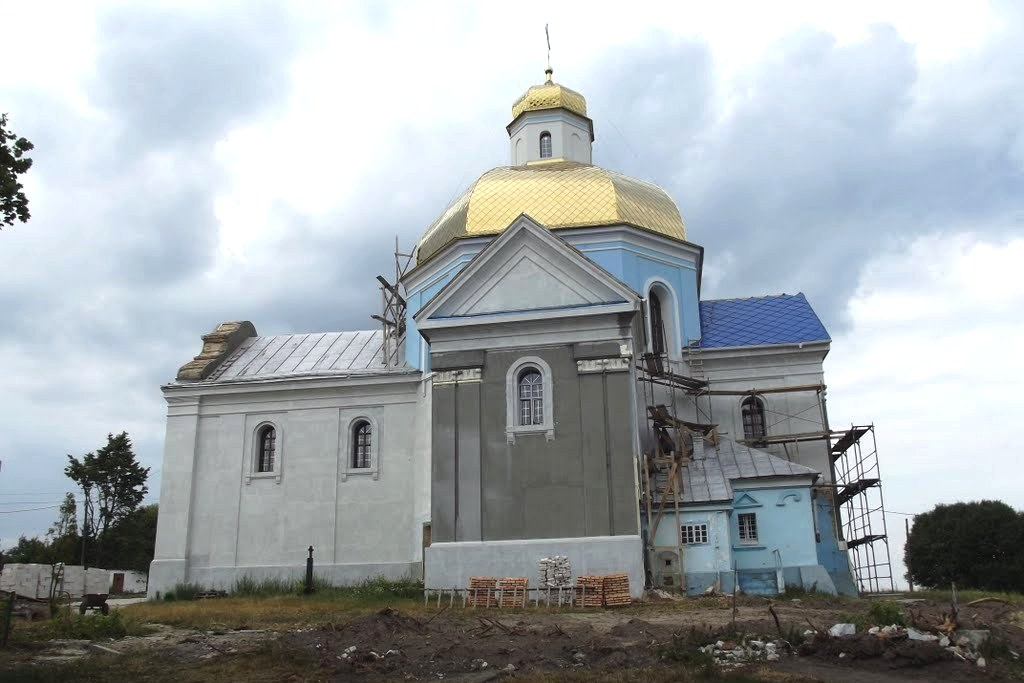
Свято-Троїцький храм під час реконструкції

Всередині вся внутрішня штукатурка була відреставрована. Найбільше часу зайняло відновлення внутрішнього розпису храму. Ще одним суттєвим кроком поліпшення роботи храму було забезпечення храму новими системами водопроводу та каналізації, а також пристрої опалення з автономної котельні, що дозволило створити комфортні кліматичні умови всередині храму і влаштувати якісну керамо-гранітну підлогу з підігрівом, термін служби якої не менше 50 років.
Були влаштовані системи автономного енергозабезпечення храму, зовнішнього освітлення, благоустрою внутрішньої і зовнішньої території. Зведена дзвіниця і влаштовані місця для відпочинку людей. Крім того, фасад храму був прикрашений сучасної високоякісної силіконової системою утеплення, яка дозволяє стінам дихати і виводить вологу за межі стін.
Підготовку проекту з реставрації іконостасу і все художні роботи було доручено художнику і реставраторові Володимиру Трофімчуку та його дружині Людмилі — жителям с. Котів Рівненського району, які мали великий досвід таких реставраційних та художньо-оздоблювальних робіт в Рівненській, Волинській та багатьох областях України та Російської Федерації. Було прийнято рішення про збереження всіх елементів старовинного іконостаса, розпису стін, стелі, старовинних ікон. Також великий внесок в збереження історії Свято-Троїцького храму зробив уродженець Гориньграда Першого Анатолій Похилюк — фотохудожник і краєзнавець.
Все фінансування будівельно-монтажних та оздоблювальних робіт взяли на себе брати Василь та Віталій Грицак. Значну роль у зовнішньому вигляді храму зіграло встановлення додаткових позолочених куполів, а також заміна хреста на центральному куполі.
Основні будівельно-монтажні роботи були закінчені упродовж 2012 р. 21 вересня 2012 р. оновлений храм був відкритий за участю православних священнослужителів України, народних депутатів України, керівників області та району. В результаті, протягом чотирьох років капітальне поліпшений зовнішній вигляд, були реставровані все ікони і внутрішнє оздоблення, встановлено пам'ятник князю Гавриїлу Святополк-Четвертинському і випущена книга про Свято-Троїцький храм (2016).
У 2014 р. на свято Святої Пасхи, Василь Грицак зробив візит на Святу Гору Афон в Греції, де настоятель монастиря Дохіар архімандрит Григорій (Зуміс) дав благословення на написання святої ікони «Скоропослушниця» для Свято-Троїцької церкви. Оригінальна свята ікона знаходиться в монастирі Дохіар. У травні 2015 р. ікона була вже написана і освячена архімандритом Григорієм разом з братією монастиря. В День Святого Духа ікона «Скоропослушниця» була внесена в Свято-Троїцький храм. На службі було близько двох тисяч осіб, які приклалися до чудотворної ікони.
Поблизу храму знаходиться відоме своїми цілющими властивостями — джерело Святої Трійці, яке було відкрито ще в 1816 р., але також було завершено в процесі комплексної реставрації храму. Згідно з результатами гідрохімічного аналізу лабораторії моніторингу вод та ґрунтів Рівненського обласного управління водного господарства вода джерела має наступними показниками: Ph — 6,89; хлориди, мг/дм3 — 4,96; лужність, мг-екв/дм3 — 7,5; жорсткість, мг-екв/дм3 — 6,3; кальцій, мг/дм3 — 90,18; магній, мг/дм3 — 21,89; залізо, мг/дм3 — 0,008.
Зараз до складу парафії Свято-Троїцького храму входять села: Гориньград Перший, Гориньград Другий і Рисв'янка. У селах Микулин і Котів в 1998 і 1999 рр. були побудовані свої храми.

## Архітектура, оздоблення

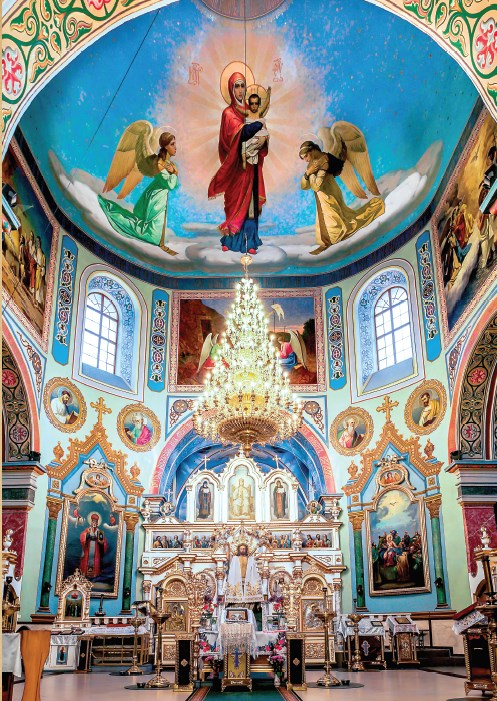
Центральна частина Свято-Троїцького храму с. Гориньград Перший

Храм побудований в стилі Олександрівського класицизму, який сформувався у 1800–1812 роках. Для цього стилю характерна строгість ліній, монументальність і величність образів, простота і ясність силуету.
У соборі є три приділа: головний — Святої Трійці, і бічні — на честь святителя Миколая Чудотворця і Різдва Пресвятої Богородиці.
Головні реліквії Свято-Троїцького храму — це Чудотворні ікони Іверської ікони Божої Матері і Ікона Божої Матері «Скоропослушниця» з Святої Гори Афон, які розміщені в центральній частині іконостасу.
Серед інших реліквій храму необхідно відзначити Почаївську спускну ікону головного іконостасу, яку принесли віруючі хресним ходом у Свято-Троїцький храм з Почаївської лаври в 1910 р. Також Почаївські ікони Спасителя і Божої Матері, написані та освячені в Свято-Успенській Почаївській Лаврі в 1831 р. і Ікона Божої Матері «Скоропослушниця» з Афону.
Крім того, в храмі збереглися історичні ікони і предмети релігійного культу: парні ікони Спасителя і Богородиці (XIX ст.), Ікона Божої Матері Неопалимої Купини (50-ті роки ХХ ст.), ікона Господа Вседержителя, ікона Святителя Миколи Чудотворця, ікона Святого Василія Великого, ікона преподобного Антонія Димського з часткою мощей, ікона священномученика Володимира (Богоявленського) — Митрополита Київського і Галицького з часткою мощей, ікона преподобних Онуфрія Великого і Петра Афонського із часточками мощей, ікона преподобного Арсенія Коневського з часткою мощей, ікони преподобного Іова Почаївського і Федора князя Острозького, ікона Великомученика Димитрія Солунського, старовинний антимінс (1794 г.) і Святі Плащаниці (XIX і ХХ ст.).
По стінах розміщені картини-ікони на честь:
- Образа «Зішестя Святого Духа»;
- "Святителя Миколи Мірлікійського ";
- Святих рівноапостольних Кирила і Мефодія і Святого рівноапостольного князя Володимира (створена на кошти Василя Артюха в 1897 р);
- «Свята Трійця» (в новозавітній концепції);
- Святих первомученика архідиякона Стефана і архідиякона Лаврентія;
- Святителя Феодосія — архієпископа Чернігівського;

а також лики:
- Пророчиці Анни;

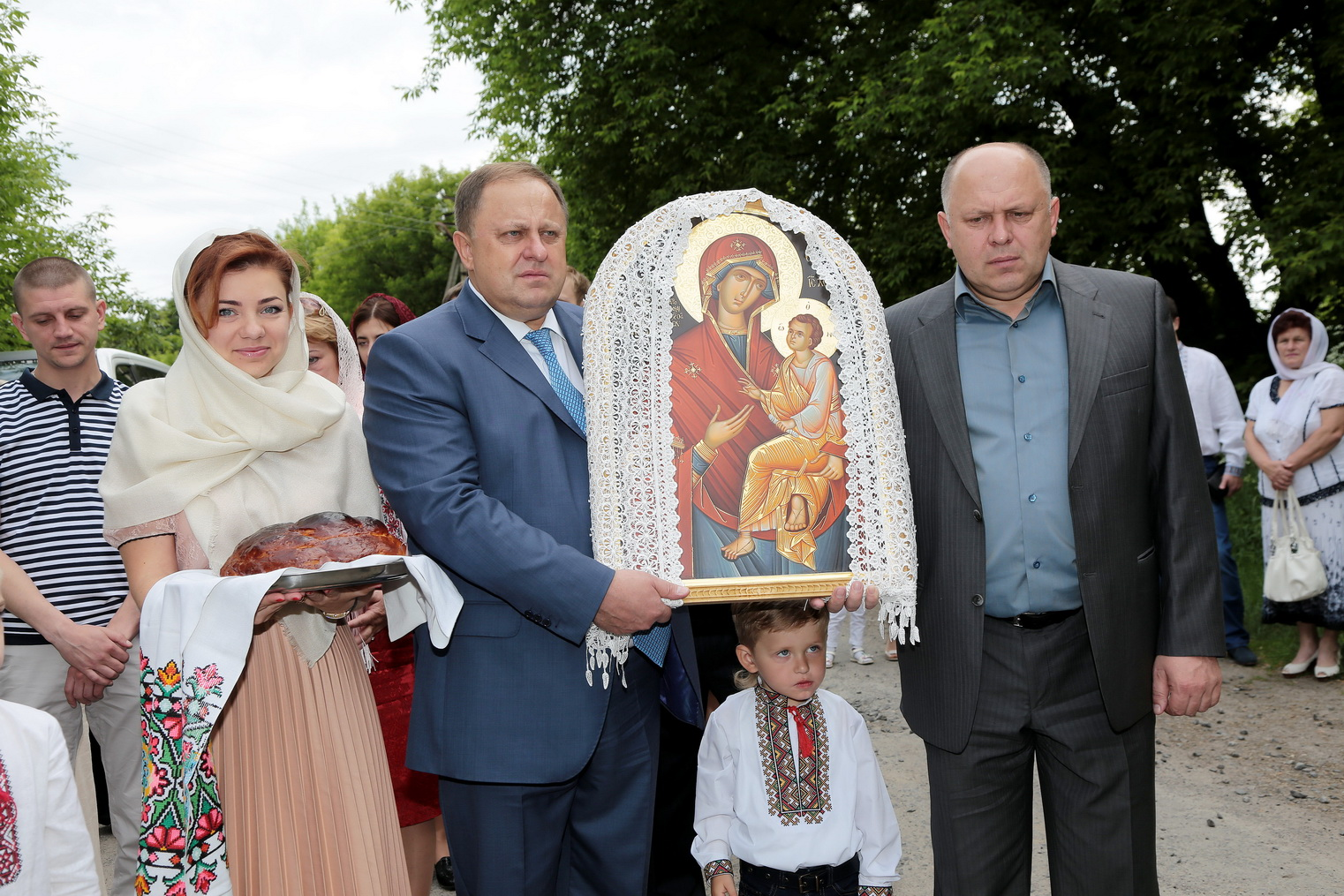
Ктитори храму Василь і Віталій Грицаки з іконою Божої Матері «Скоропослушниця» з Гори Афон

- Преподобного Віталія Олександрійського;
- Святого Івана Золотоустого;
- Святої Марії Магдалини;
- Святого Преподобного Феодосія Печерського;
- Святителя Василя Великого;
- Святої великомучениці Катерини.

В рамках реконструкції храму 2009—2016 рр., у дворі було встановлено пам'ятник князю Гавриїлу Святополк-Четвертинському — засновнику Свято-Троїцького храму. Крім того, капітально реконструйовані Пам'ятний знак до 2000-річчя Різдва Христового і могила колишнього настоятеля храму І. Опатовича та його сім'ї.

## Настоятелі храму
| Дати      | Настоятель                   |
| --------- | ---------------------------- |
| 1816–1827 | Протоієрей Іоанн Шушковський |
| 1827–1859 | Протоієрей Іоанн Опатович    |
| 1859–1883 | Протоієрей Йосип Опатович    |
| 1883–1907 | Протоієрей Леонтій Туркевич  |
| 1907–1940 | Протоієрей Сергій Селецький  |
| 1942–1944 | Протоієрей Микола Тучемський |
| 1944–1952 | Протоієрей Леонтій Матвійчук |
| 1952–1983 | Протоієрей Петро Метельський |
| 1983 —    | Протоієрей Олексій Дячук     |

## Фотогалерея

Свято-Троїцький храм с. Гориньград Перший
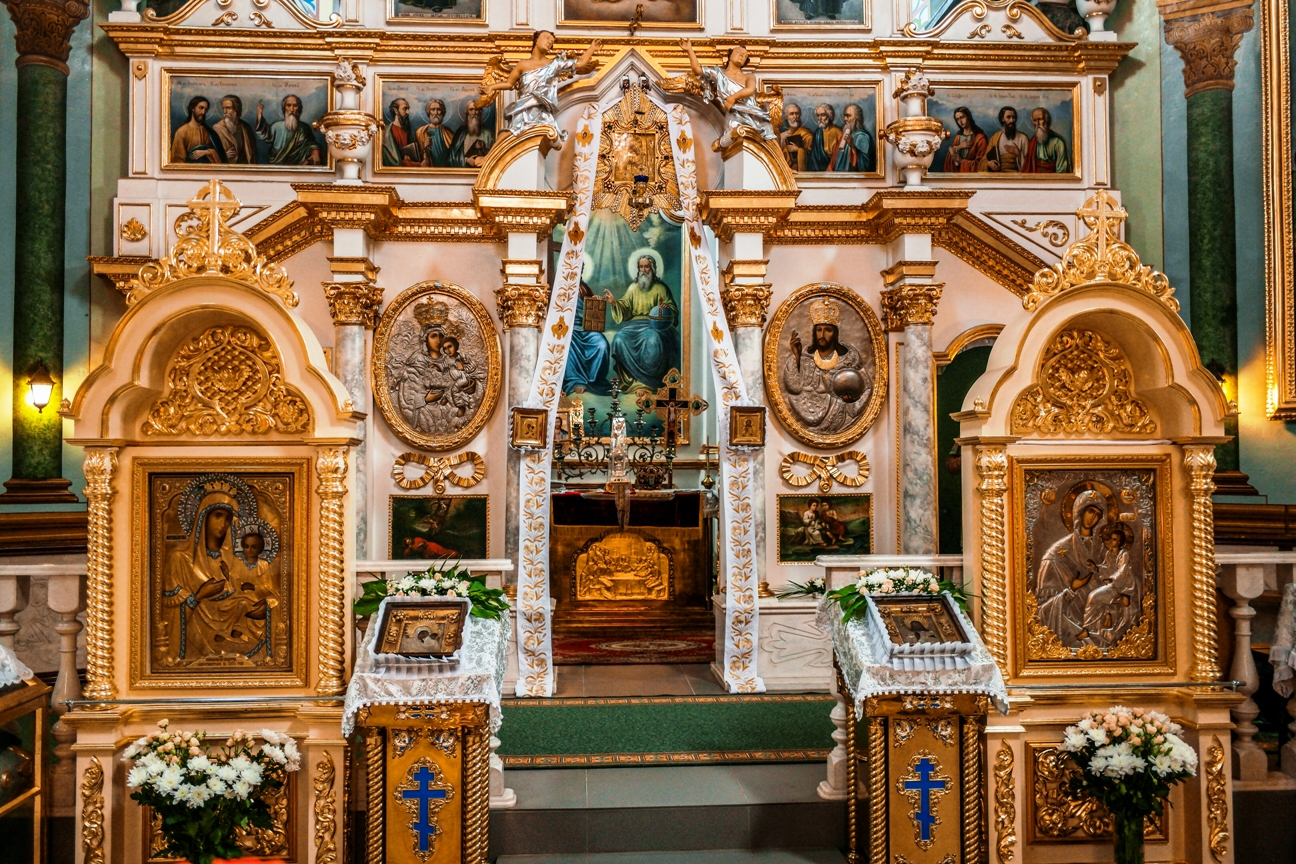
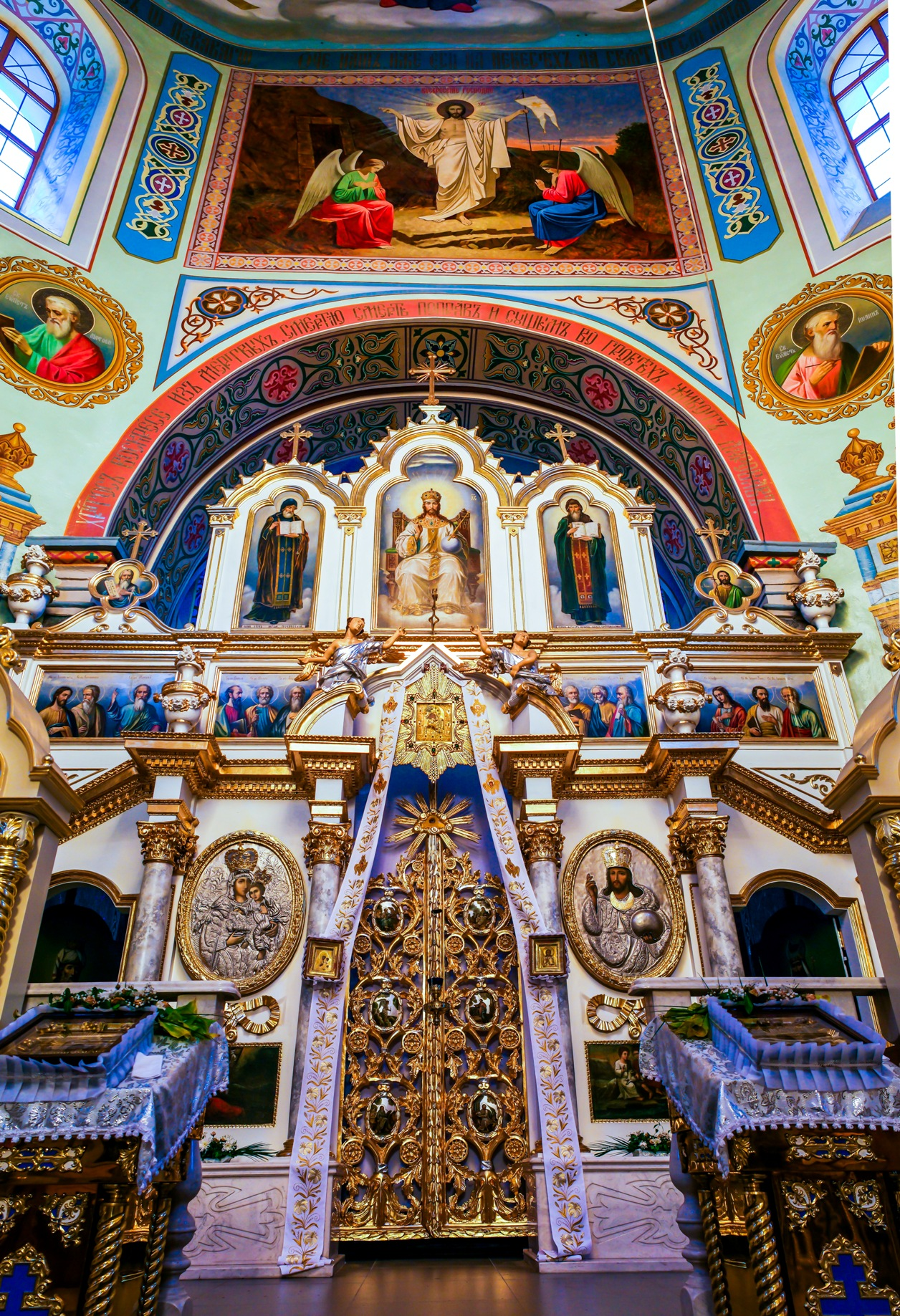
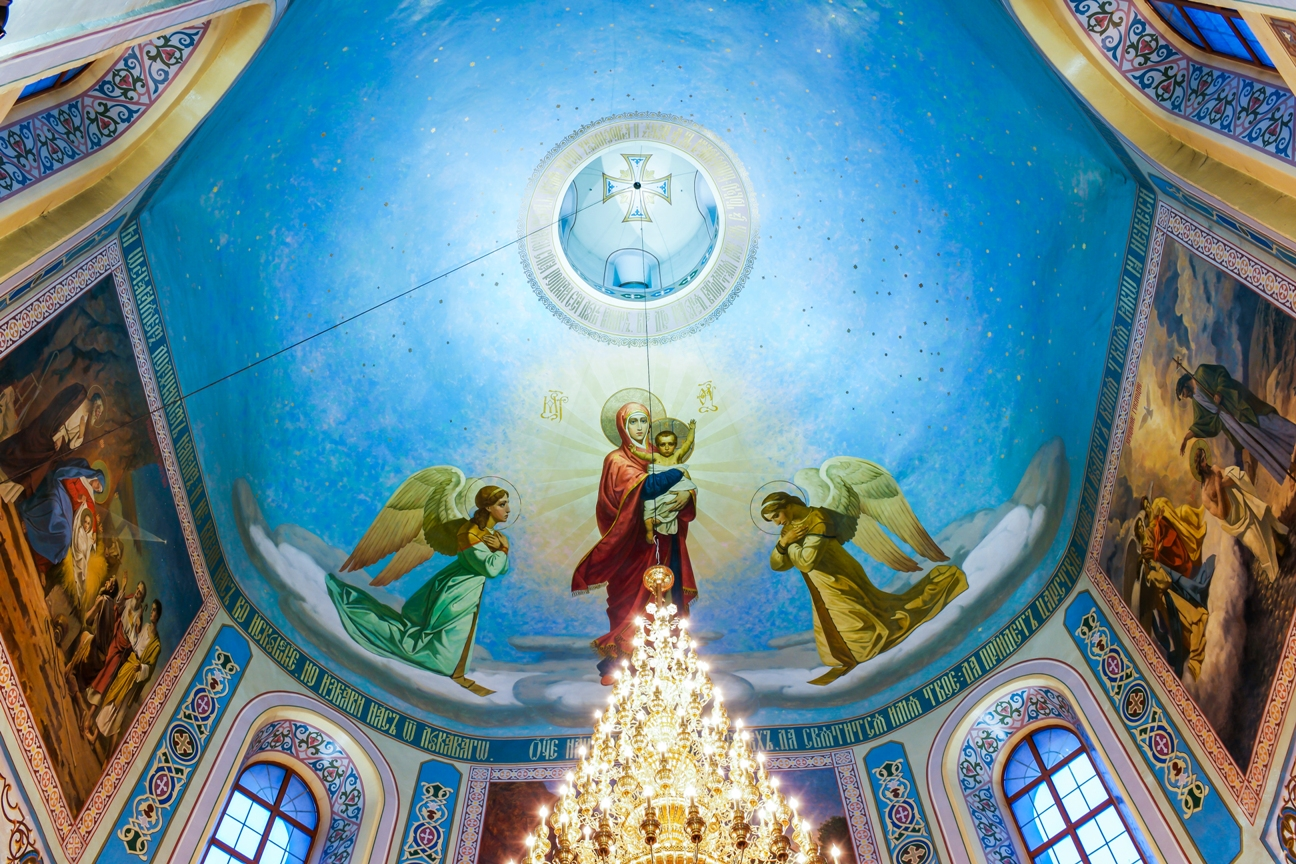
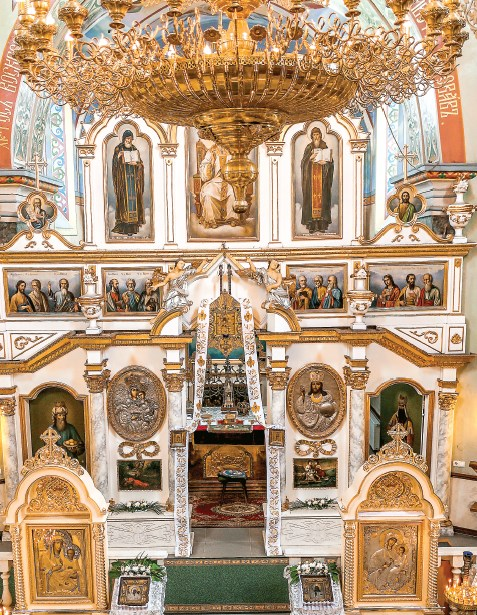
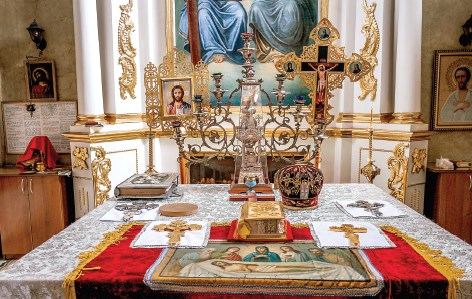
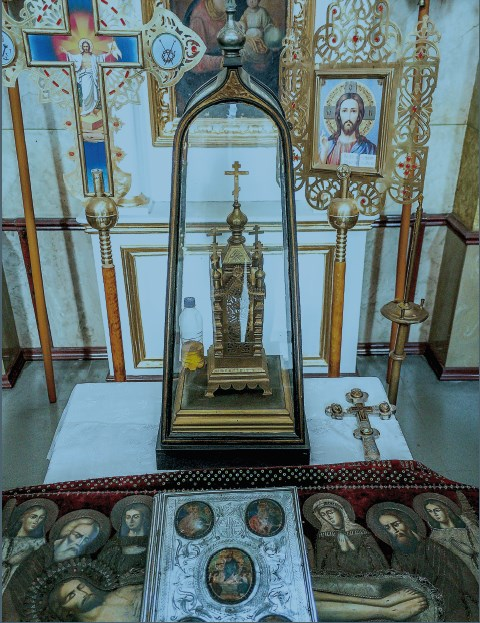
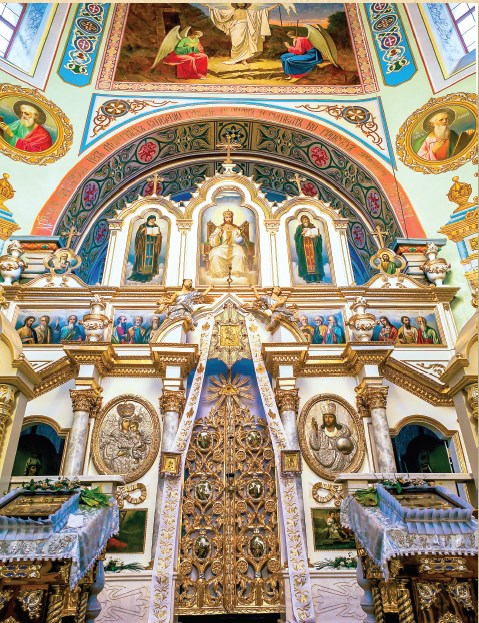
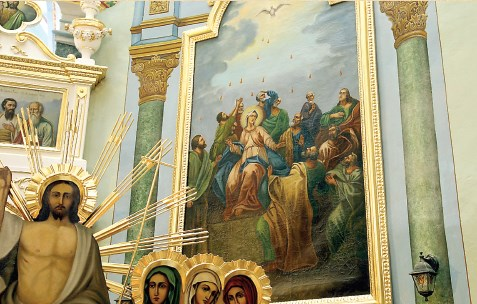
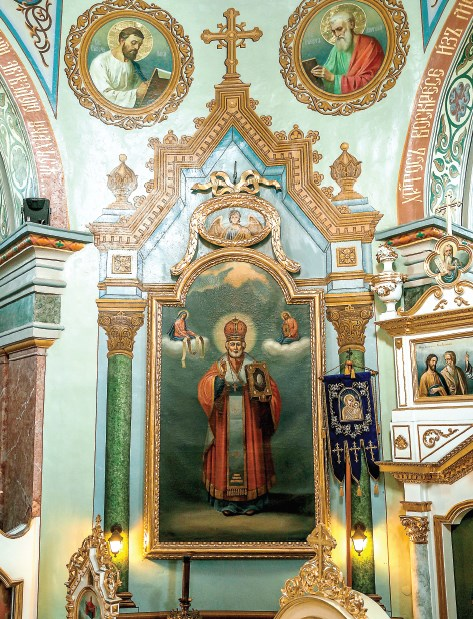
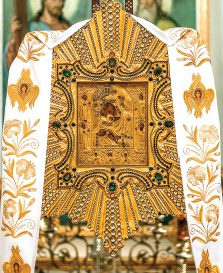
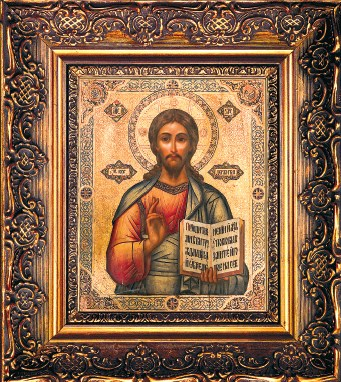
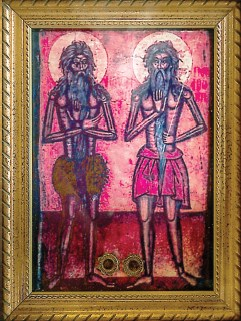
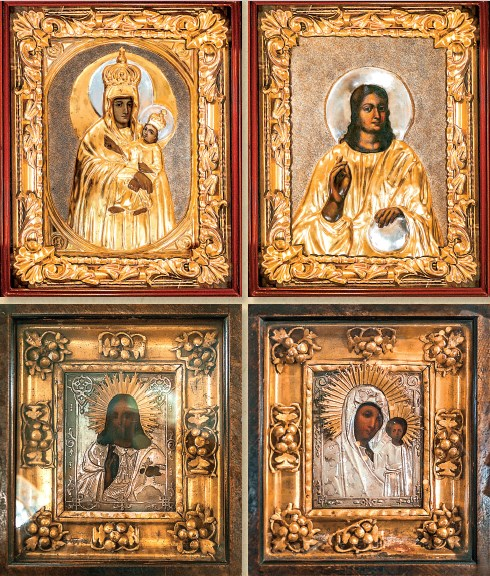
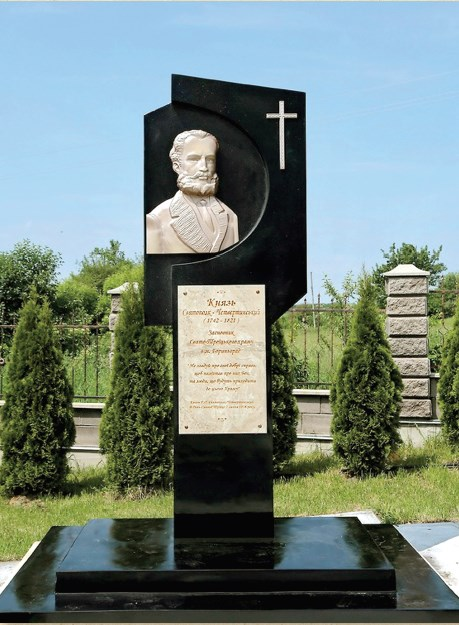
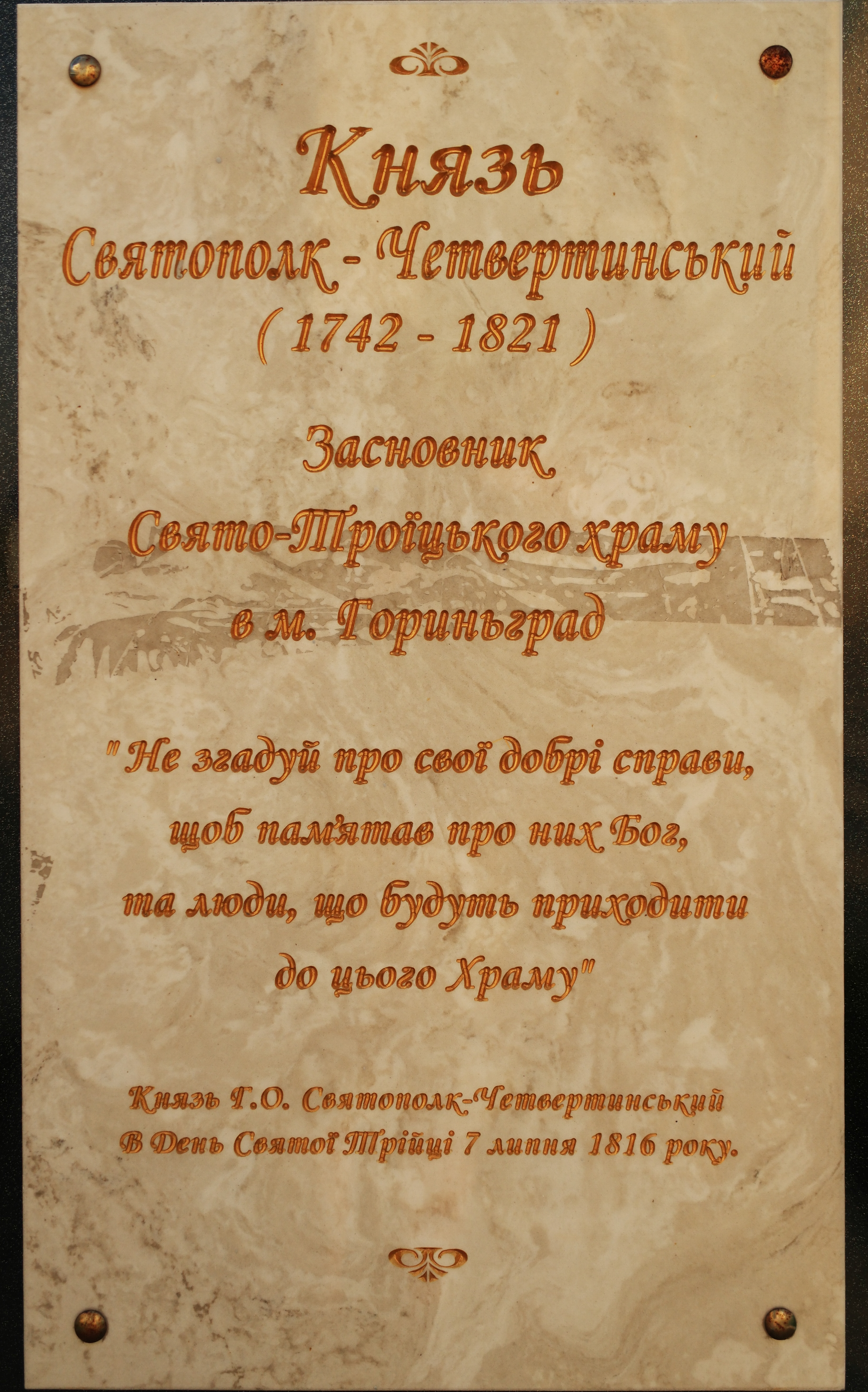
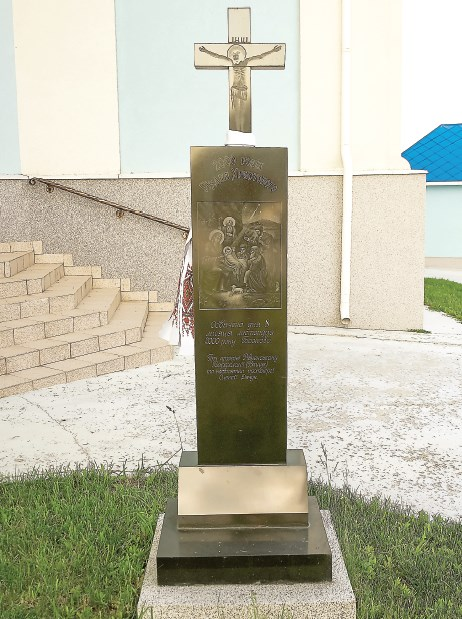
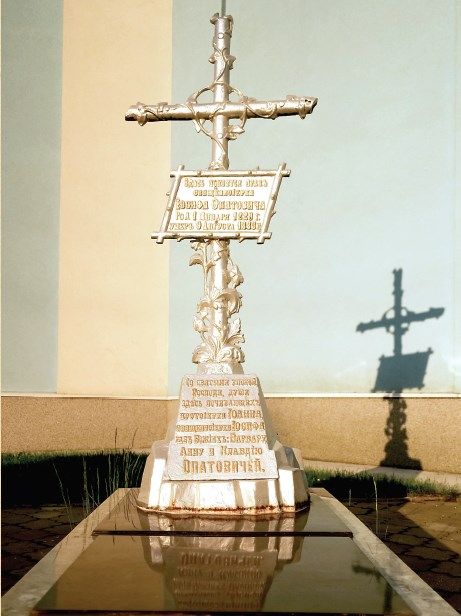
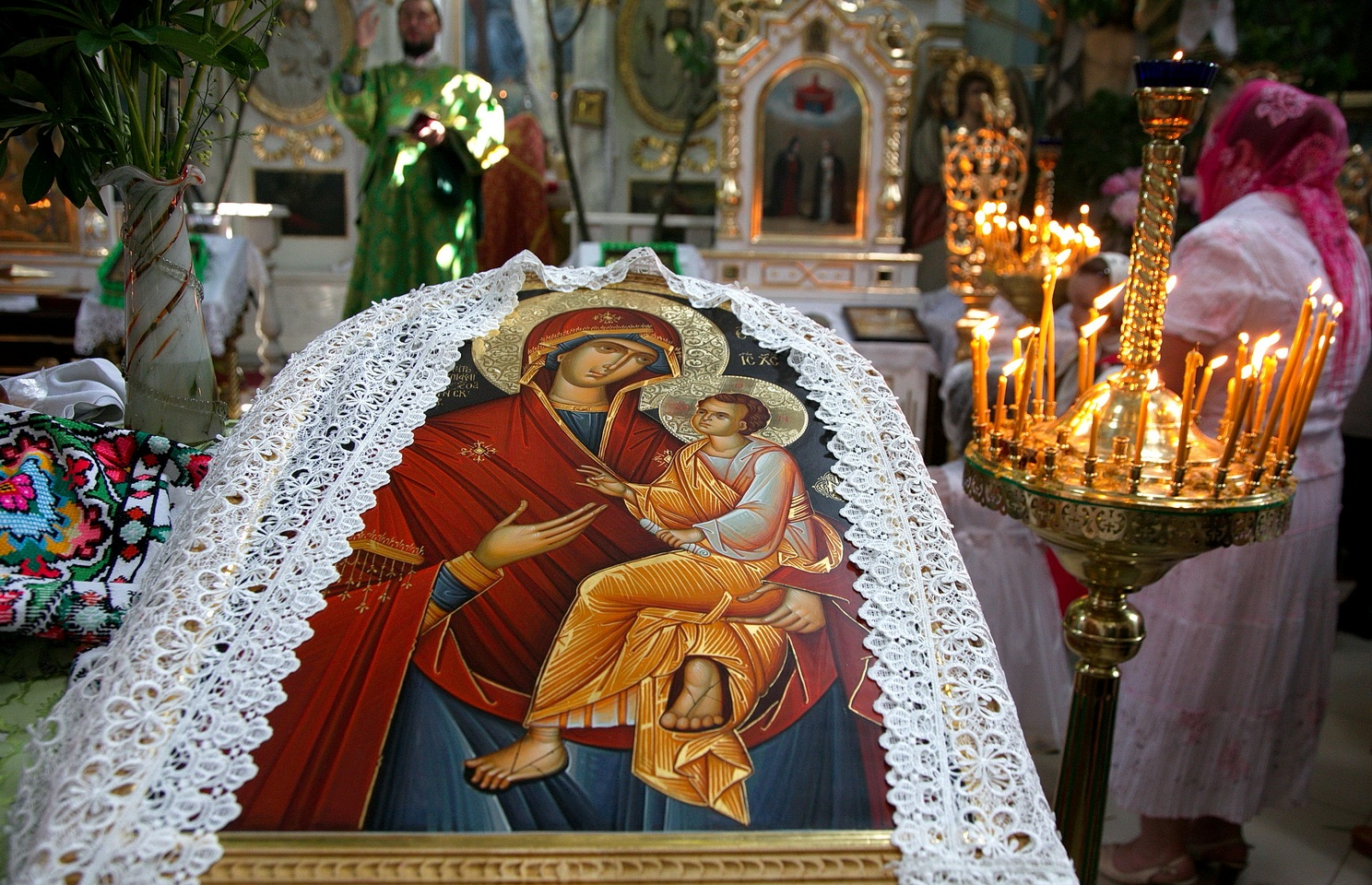
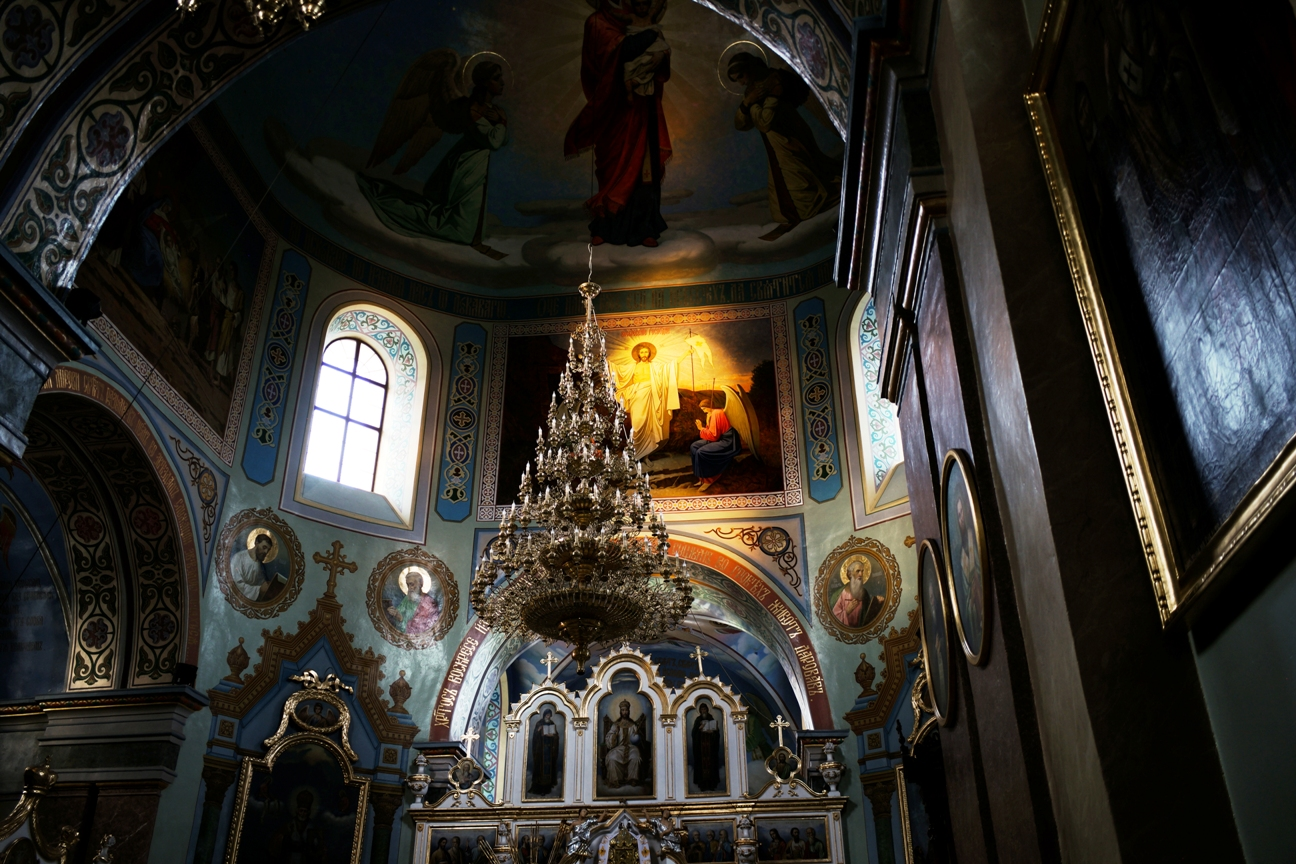
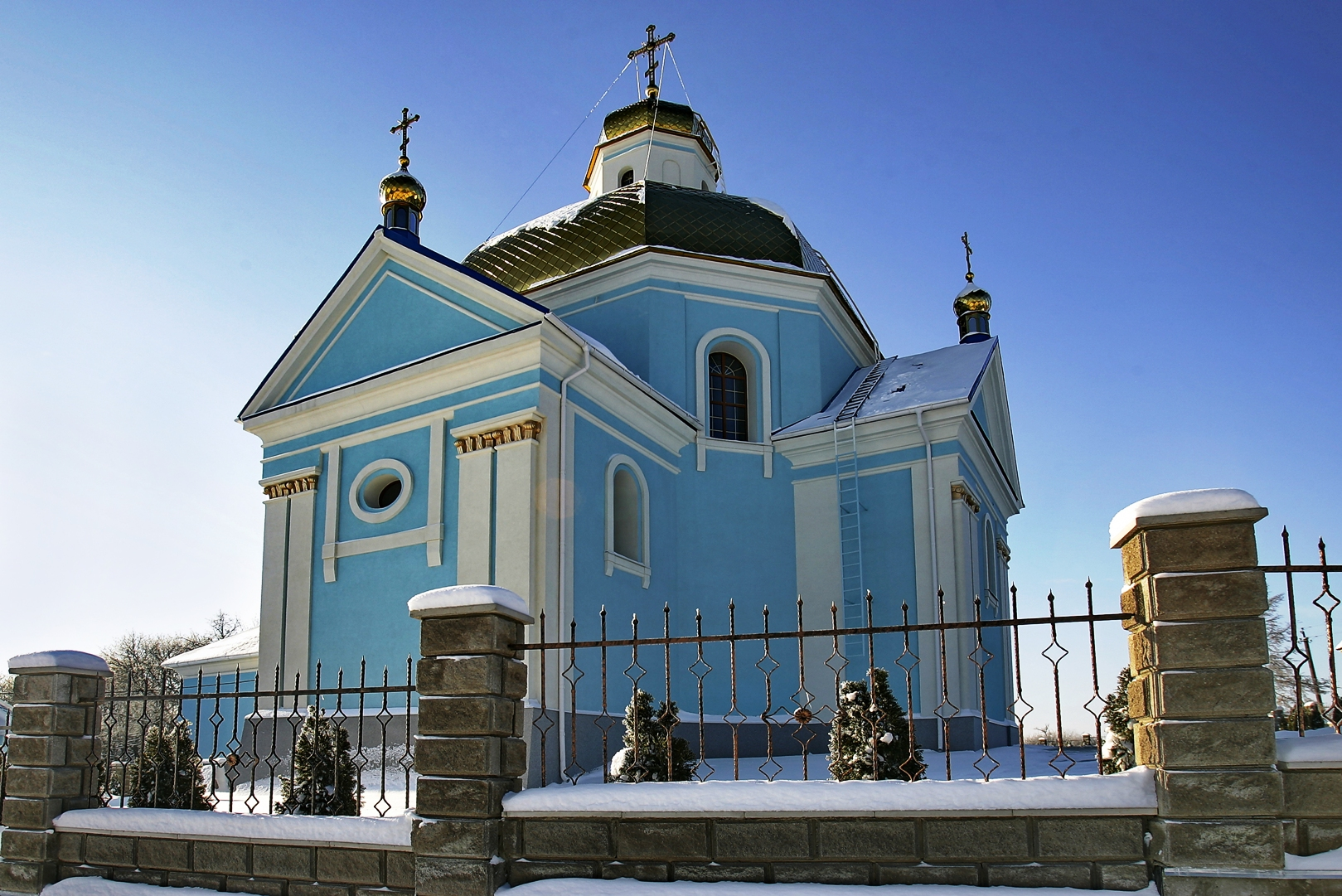
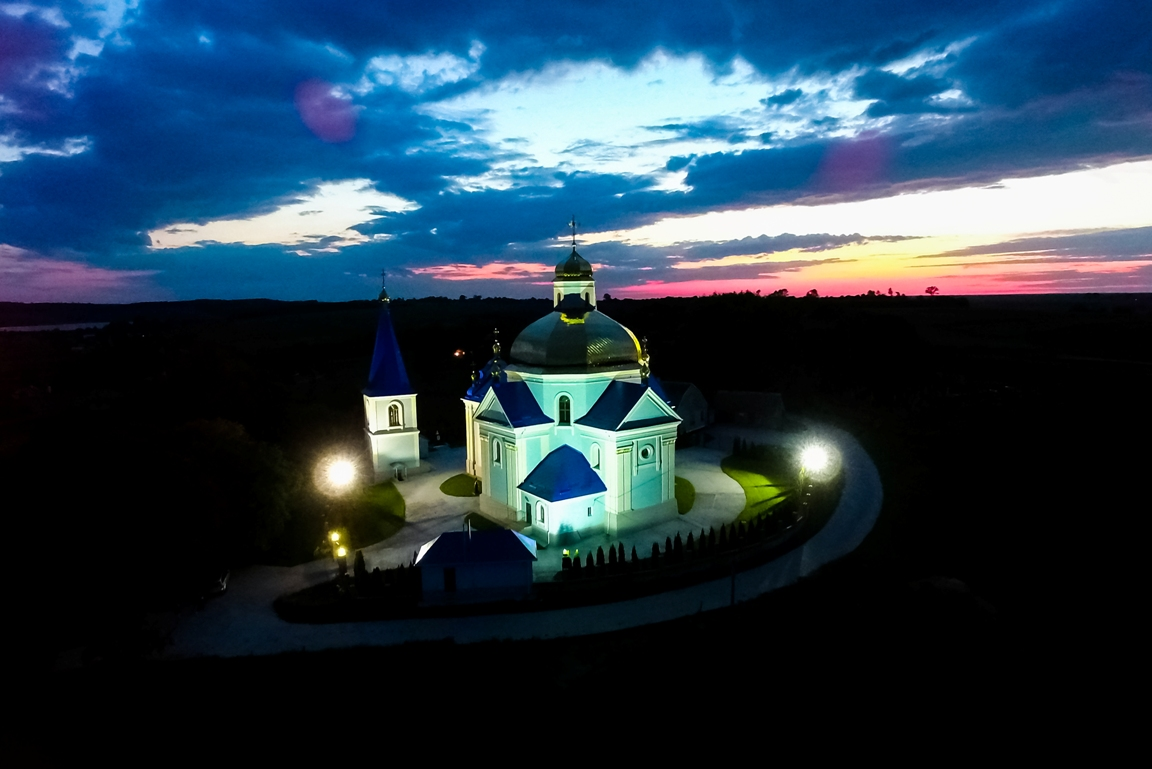
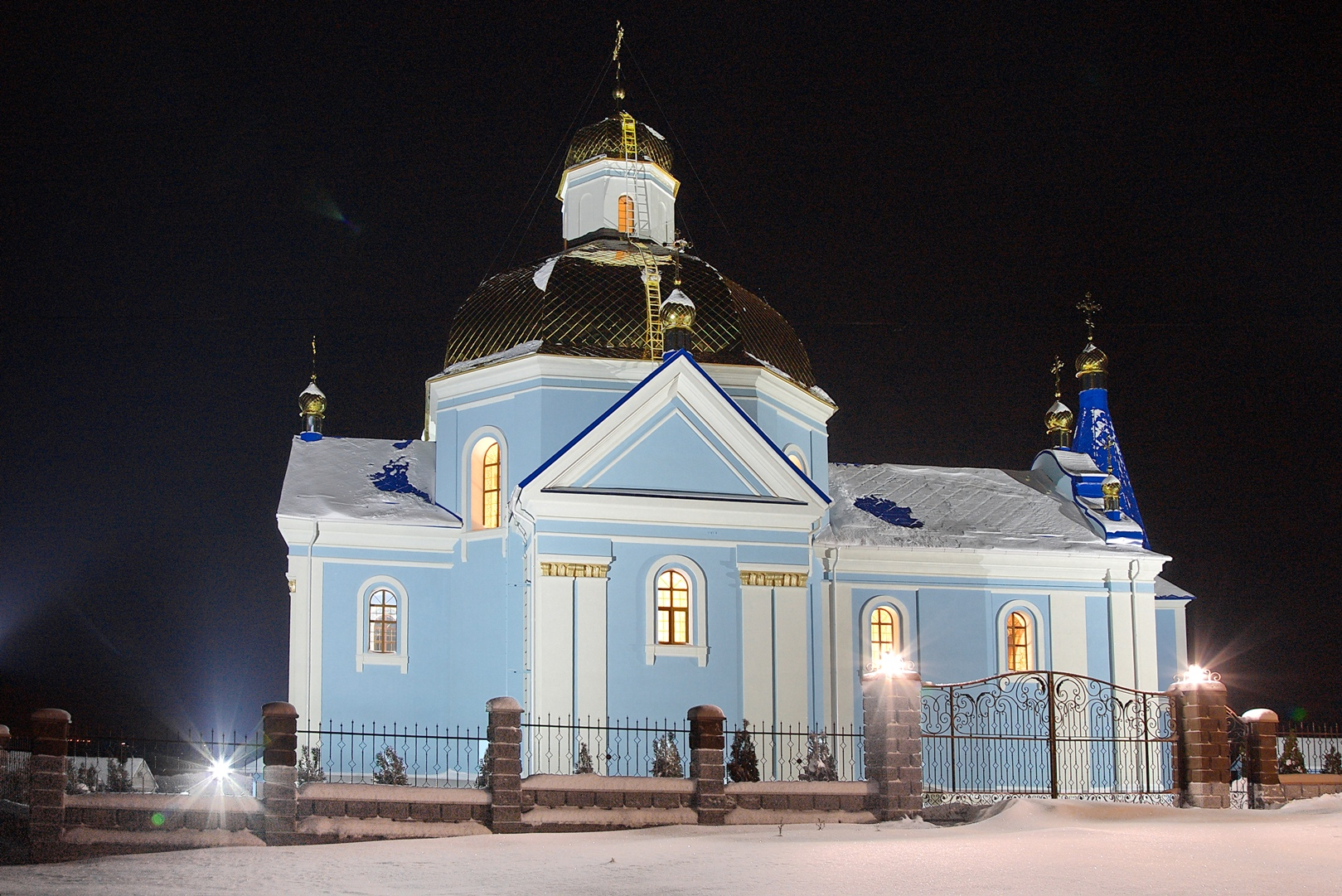